# 藩閥
藩閥（はんばつ）とは、明治時代を通じて日本の政府や陸海軍の要職をほぼ独占していた「薩長土肥」（薩摩藩・長州藩・土佐藩・肥前藩）出身の有力者によって形成されていた概念的な寡頭制に対する批判的な呼称。西洋言語では「明治寡頭制」（英: Meiji oligarchy、仏: Oligarchie de Meiji、独: Meiji Oligarchie）と訳される。

## 概要
藩閥の構成員が閣僚の多数を占める内閣を、藩閥政府あるいは藩閥内閣という。薩長土肥とはいうものの、土佐・肥前出身者は少数にとどまり、薩摩・長州出身者が群を抜いて大規模な閥族（薩長閥）を形成した。もっとも、テクノクラート的人材が多かった肥前は一時的に参議8人中4人を占めるなど実務面での枢要を担ったが、藩閥として政局を主導するには至らなかった。
1871年（明治4年）の廃藩置県後に整った新しい官制で、薩長土肥の出身者が参議や各省の卿の大部分を独占したため、藩閥政府が形成された。やがて西郷隆盛の下野と西南戦争での敗死、紀尾井坂の変での大久保利通の暗殺によって薩摩閥は勢いを失い、特に最高指導者層は、伊藤博文や山縣有朋ら長州閥の独り勝ちとなった。薩摩閥は、特に中堅層ではこれに対抗するだけの勢力は維持したものの、幕末期をほぼ無傷で乗り切って維新を迎えたころ（長州はこの間に多くの人材を失っている）の優位は失われ、劣勢に立たされる形となった。1885年（明治18年）に内閣制度ができたあとは、薩摩系の中堅層が育って失地回復したこともあり、薩長出身者の多くが内閣総理大臣、国務大臣、元老となった。
藩閥は議会政治に対する抵抗勢力であり、民本主義もしくは一君万民論的な理想論とは相容れない情実的システムであるため、当時から批判的に取り扱われてきた。自由民権運動においては批判の対象とされ、大正デモクラシーでは「打破閥族・擁護憲政」が合言葉とされた。
一方で政府と軍の各部署の間の「有機的な連係」が藩閥によって形成されていたという側面があったと指摘し、藩閥の消滅による緊張感の低下が政党の腐敗を招き、官僚や軍部に迎合するようになったと見る説（山本七平など）もある。この立場からは大正以降に試験や育成機関から採用された官僚や軍人が部署の実権を掌握すると、縦割り行政の弊害が甚だしくなり国家の方針が定まらず迷走することになったという指摘がある。

## 藩閥の内閣総理大臣
1885年初代内閣総理大臣に伊藤博文が就任して以来、1906年公家出身の西園寺公望が12代内閣総理大臣に就任するまで、全て藩閥政治家である。公家出身の西園寺（第14代も務める）も藩閥に近い立場であったから、藩閥の影響が薄れるのは1918年就任の19代目原敬以降であった。
- 伊藤博文（長州藩）1・5・7・10代目
- 黒田清隆（薩摩藩）2代目
- 山縣有朋（長州藩）3・9代目
- 松方正義（薩摩藩）4・6代目
- 大隈重信（肥前藩）8・17代目
- 桂太郎（長州藩）11・13・15代目
- 山本権兵衛（薩摩藩）16・22代目
- 寺内正毅（長州藩）18代目
- 田中義一（長州藩）26代目

## 閣僚経験者
明治期の内閣（第1次伊藤内閣から第2次西園寺内閣まで）の閣僚経験者は延べ79名であるが、内、出身藩別に見ると、薩摩藩（14名）、長州藩（14名）、土佐藩（9名）、佐賀藩（5名）となっている。その他の出身で同一藩の出身者は、2名までは尾張藩、豊岡藩等数例あるが、3名となると熊本藩、ならびに徳島藩が旧藩主・蜂須賀茂韶を含めて漸く到達する程度となっている。また、その他の出身者であっても伊東巳代治、金子堅太郎、末松謙澄など、明らかに藩閥政治家の側近である者も多い。

## 元老
元老又はそれに準ずる者は、以下の10名であり、西園寺公望を除き、長州藩又は薩摩藩の出身者である。
- 伊藤博文（長州藩）
- 黒田清隆（薩摩藩）
- 山縣有朋（長州藩）
- 松方正義（薩摩藩）
- 井上馨（長州藩）
- 西郷従道（薩摩藩）
- 大山巌（薩摩藩）
- 西園寺公望（公家）
- 桂太郎（長州藩）
- 山田顕義（長州藩）

## 陸海軍における藩閥
一般に「薩の海軍、長の陸軍」というように海軍では山本権兵衛や東郷平八郎、西郷従道に代表される薩摩閥が、陸軍では乃木希典や児玉源太郎、山縣有朋、桂太郎に代表される長州閥が勢力を握っていたとされる。しかし、決して単純に分類できるわけではない。例えば、日露戦争において、満州軍総司令官は薩摩閥の大山巌が務めており、総参謀長に児玉源太郎が配される、第一軍、第四軍の司令官は黒木為楨、野津道貫と薩摩閥、第三軍の司令官は乃木希典であるが参謀長に伊地知幸介をあてるなど、藩閥間のバランスに配慮している。これらの軍隊内の藩閥勢力は、要職者に陸軍大学校や海軍兵学校卒業者が就任するようになると学校時代の成績が重要視されるようになったため、徐々に減少していった。
後に陸軍では山縣有朋の影響力が増大し、寺内正毅や田中義一らが山縣閥を形成し、陸軍内の主流派となった。しかし、大正時代後期に山縣の影響力は低下し、やがて陸軍内の派閥は統制派と皇道派に分かれていくことになる。1921年（大正10年）にバーデン＝バーデンの密約で山縣閥（長州閥）排除を誓ったメンバーも、この2つの派閥に分かれた。
海軍では出身地閥より閨閥が重視される傾向が生まれ、海外留学経験・海軍兵学校での席次とともに、夫人の血縁が出世の要件と言われた。後に海軍内での派閥には条約派・艦隊派が生まれていった。
昭和期に入ると藩閥出身者が高官を独占する事はなくなり、陸軍三長官を務めた長州出身者は寺内寿一元帥陸軍大将（南方軍総司令官、教育総監。寺内正毅の子）一人であり、海軍の顕職に就いた薩摩出身者も財部彪大将（海軍大臣、横須賀鎮守府司令長官。山本権兵衛の女婿）、山本英輔大将（横須賀鎮守府司令長官、連合艦隊司令長官。山本権兵衛の甥）、野村直邦大将（横須賀鎮守府司令長官 兼 海上護衛司令長官、海軍大臣）など少数に留まった。

## 警察における藩閥
日本の警察の要職は薩摩閥が握っていた。1874年（明治7年）から1901年（明治34年）までの警視長、大警視、警視総監は14人存在するが、その内訳は、薩摩藩出身が12人、土佐藩出身が2人であり、藩閥が独占していた。陸軍が憲兵制度を創設した一因は、警視庁の薩摩閥勢力を牽制するためであったとされる。ただし、憲兵を設立する際に警視庁は憲兵部を設置して、西南戦争に動員された警察官（警視隊）を憲兵に転出させるなど、警察官から憲兵への転出人事を行っていた。そのため、陸軍の憲兵にも西南戦争で警視隊として戦った薩摩藩出身者が多く流入することになった。
- 明治期の歴代警視総監

1. 川路利良（薩摩藩）
2. 大山巌（薩摩藩）
3. 樺山資紀（薩摩藩）
4. 大迫貞清（薩摩藩）
5. 三島通庸（薩摩藩）
6. 折田平内（薩摩藩）
7. 田中光顕（土佐藩）
8. 園田安賢（薩摩藩）
9. 山田為暄（薩摩藩）
10. 園田安賢（薩摩藩）
11. 西山志澄（土佐藩）
12. 大浦兼武（薩摩藩）
13. 安楽兼道（薩摩藩）
14. 大浦兼武（薩摩藩）
15. 安立綱之（薩摩藩）
16. 関清英（佐賀藩）
17. 安楽兼道（薩摩藩）
18. 亀井英三郎（熊本藩）
19. 安楽兼道（薩摩藩）
20. 川上親晴（薩摩藩）
21. 安楽兼道（薩摩藩）

## 司法部における藩閥
明治時代の司法部は、いわゆる「薩長土肥」と称される藩閥の強い影響下にあった。司法省幹部の比率は、司法卿・山田顕義、司法大輔・岩村通俊以下、八局三課の局長・課長クラス全12人中、山口県2人・鹿児島県1人・高知県2人・佐賀県1人の計6人であり、薩長土肥で半数を占めていた。このため、司法省議の決定権は薩長土肥からなる藩閥が握っていた。
大審院では、判事21人中、山口県2人・鹿児島県2人・高知県2人・佐賀県4人の計10人であり、司法省の場合と同様に薩長土肥でほぼ半数を占めていた。一方、全国七ヶ所の控訴裁判所では、判事総数59人中、山口県5人・鹿児島県なし・高知県7人・佐賀県5人の計17人であり、藩閥の占める割合は3割弱であった。始審裁判所では、判事総数186人中、山口県13人・鹿児島県なし・高知県16人・佐賀県12人の計41人で、藩閥の割合は2.2割であった。
控訴裁判所の所長と検事長クラスでは、全14人中、鹿児島県2人・山口県なし・高知県3人・佐賀県2人の計7人であり、半数を占めていた。特に、大審院や東京控訴裁判所・大阪控訴裁判所は、藩閥が固めていた。ほか、始審裁判所の所長・（上席）検事クラスでは、全国四十六ヶ所のうち、所長・(上席）検事ともに15ずつ藩閥が占めており、特に検事の場合は、藩閥で、東京・横浜・大阪・京都などの主要な裁判所を影響下に置いていた。
大審院・控訴裁判所・始審裁判所を纏めた、全国の判事総数における藩閥の比率は、266人中68人であり、2.6割（約四分の一）であるが、その「約四分の一」の藩閥が司法部の中枢を占めていた。

## 後代への影響
山口県での自民党の強さは長州閥の名残であるとされる。
保阪正康は岸信介や安倍晋三を長州型の政治家であったとし、その特徴として天皇観を挙げ、岸は「皇国史観と天皇神権説の憲法を身につけ、しかし実際には天皇機関説に徹し」、安倍は「天皇に畏敬の念を持つ通常の右派とは異なり、かと言って象徴天皇制における民主主義を追求するわけでもなかった」とし、親米右派とカギ括弧付きの「国粋」とする。